# Större björkbärfis
Större björkbärfis (Elasmostethus interstinctus) är en insektsart som först beskrevs av Carl von Linné 1758.  Större björkbärfis ingår i släktet Elasmostethus och familjen taggbärfisar. Arten är reproducerande i Sverige. Inga underarter finns listade i Catalogue of Life.

## Bildgalleri

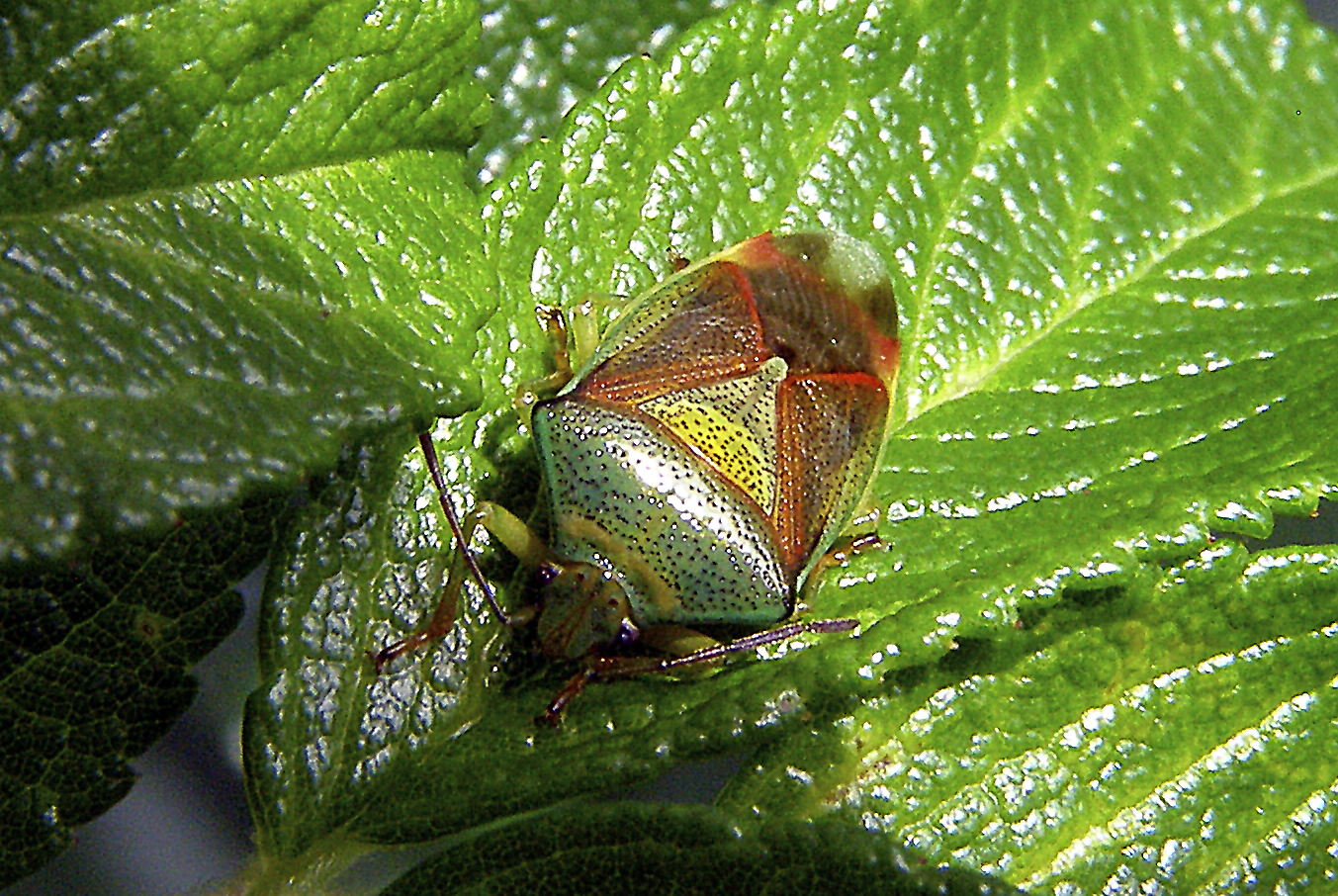
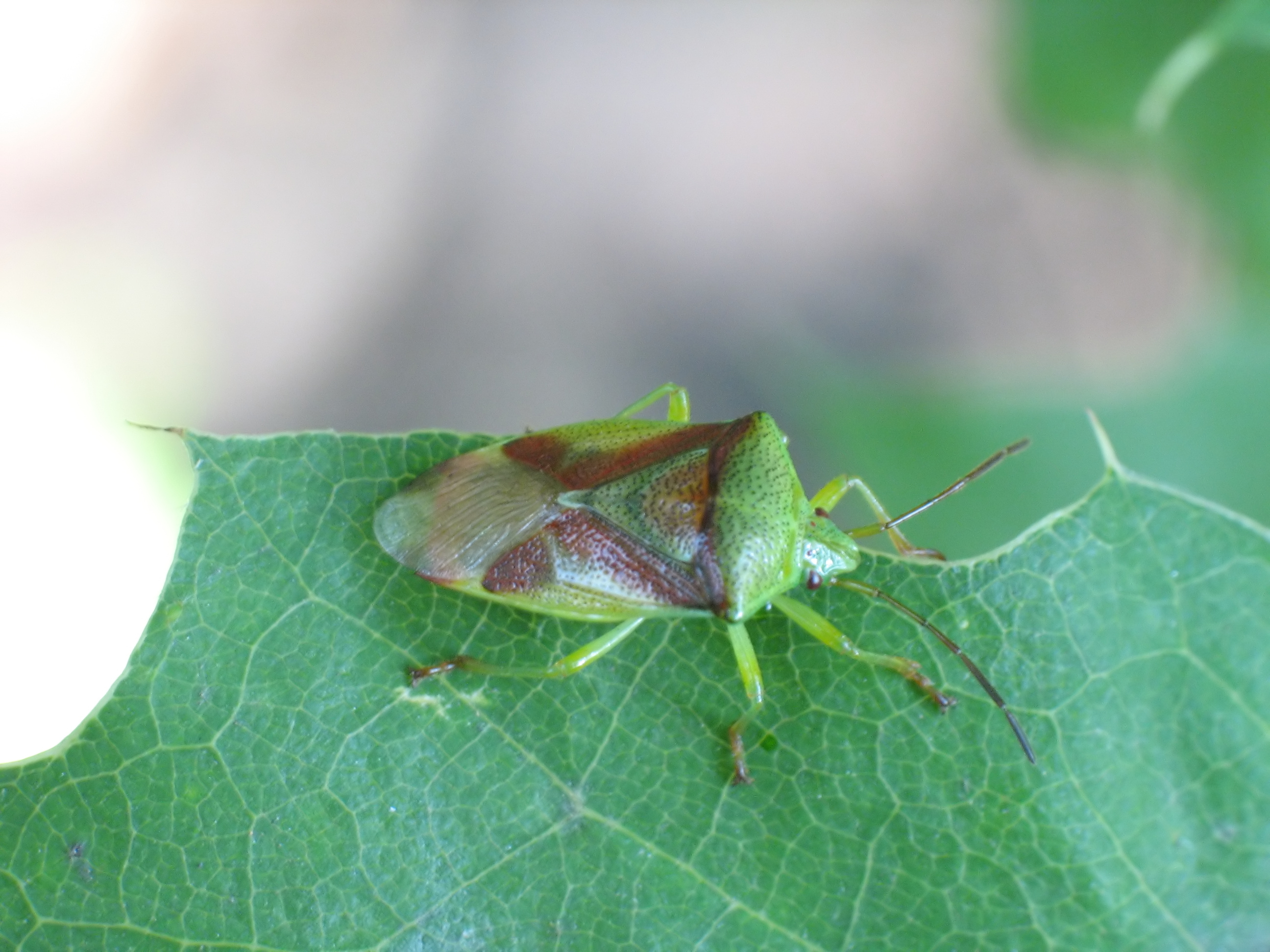
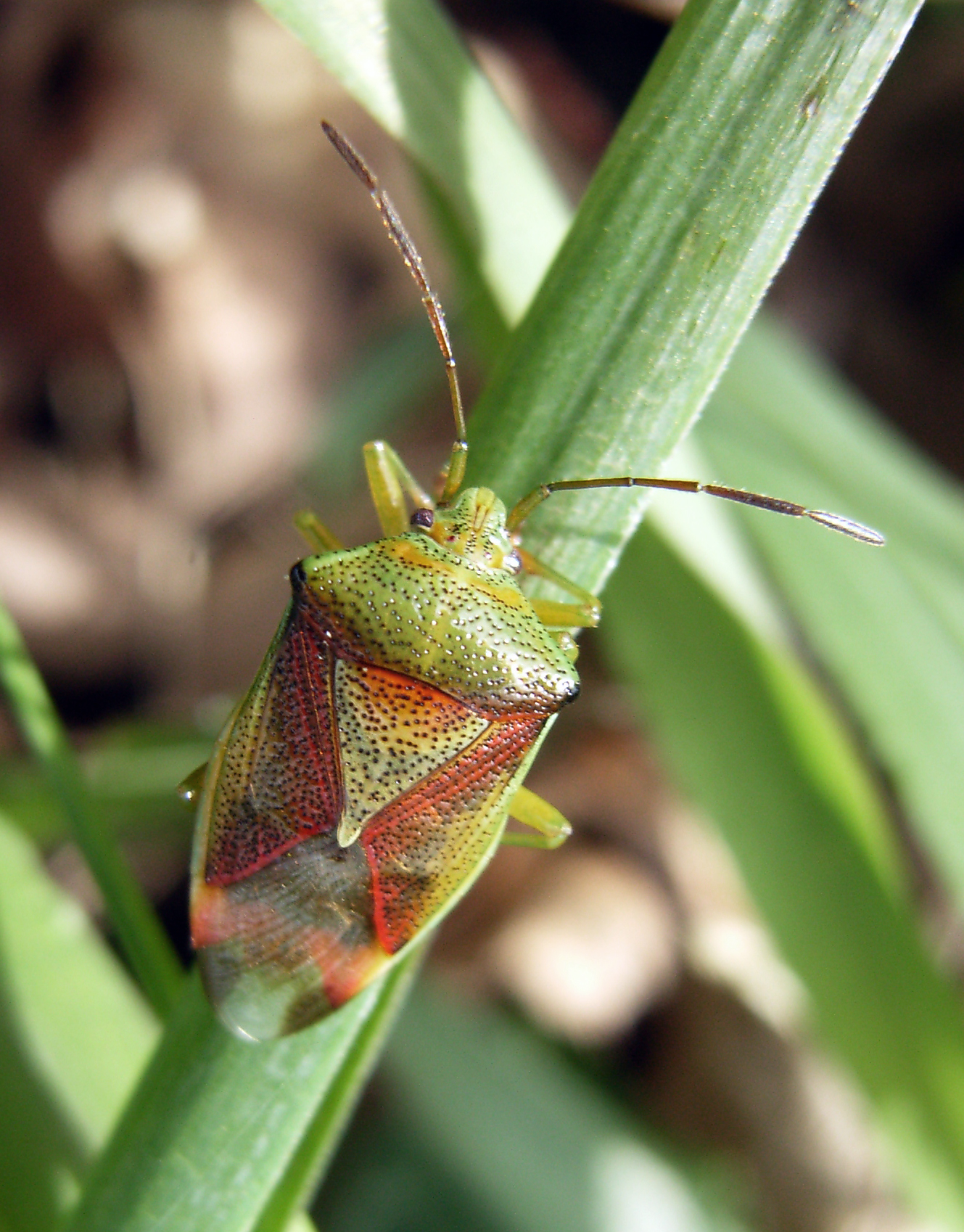
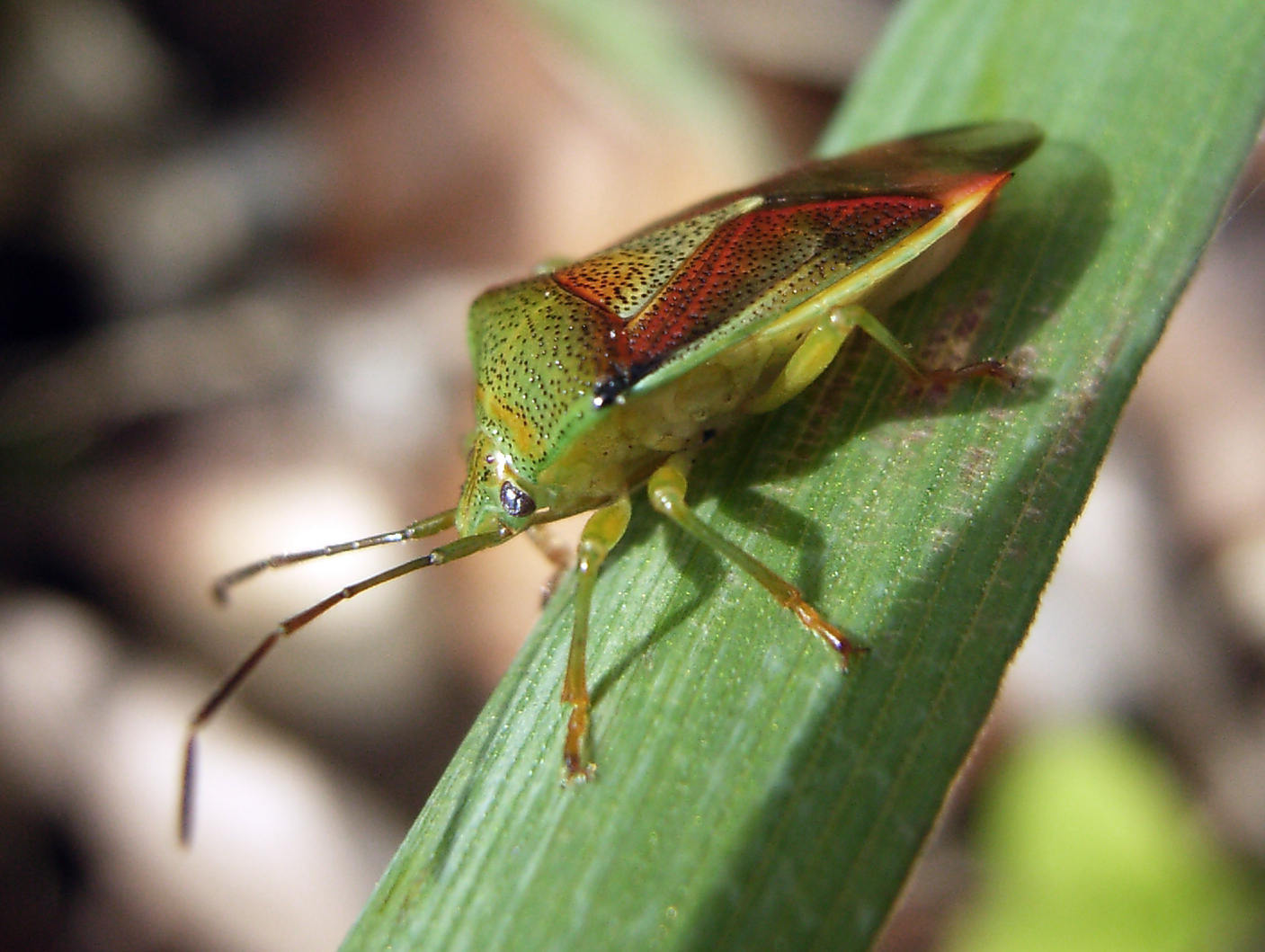
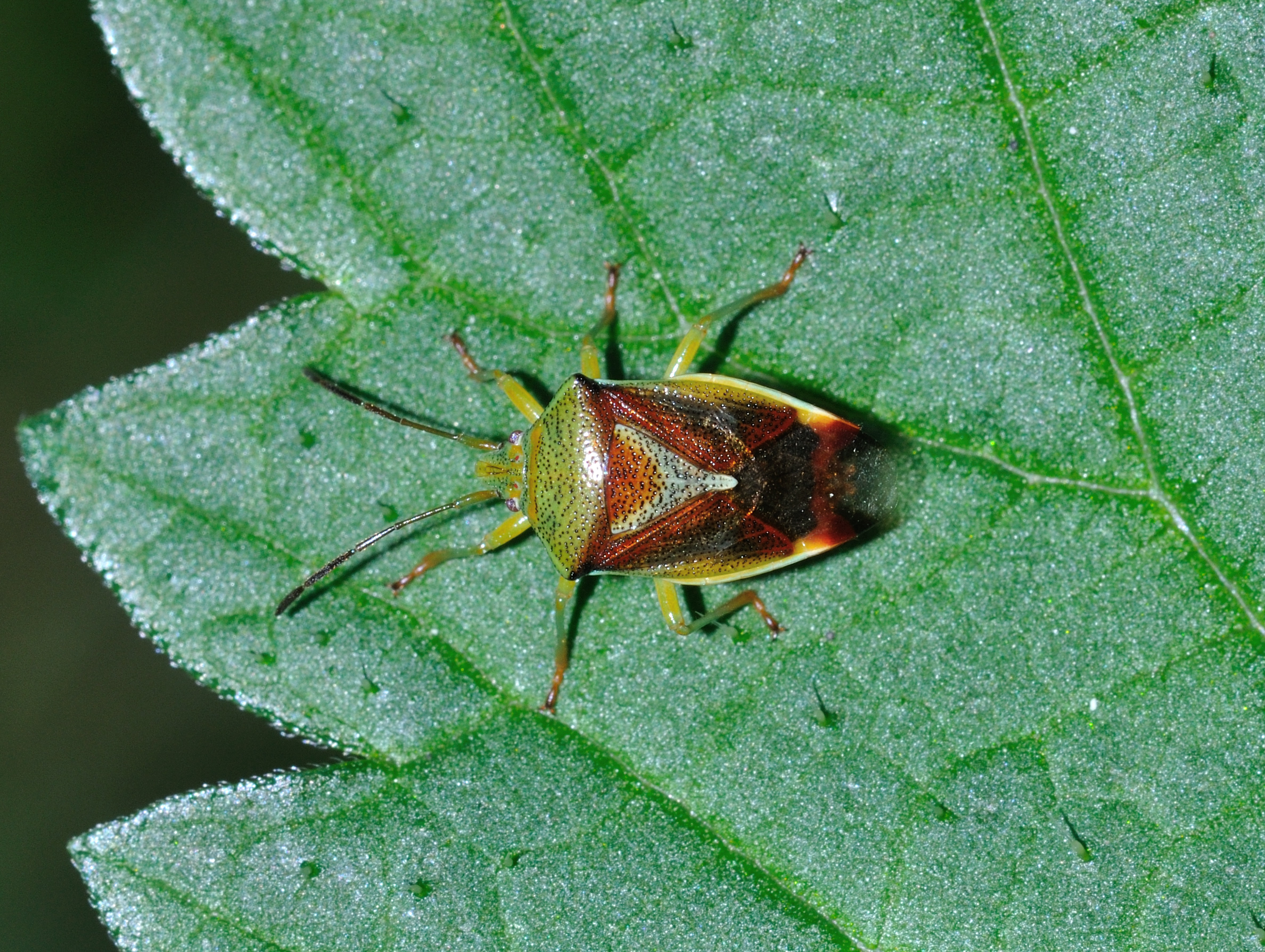
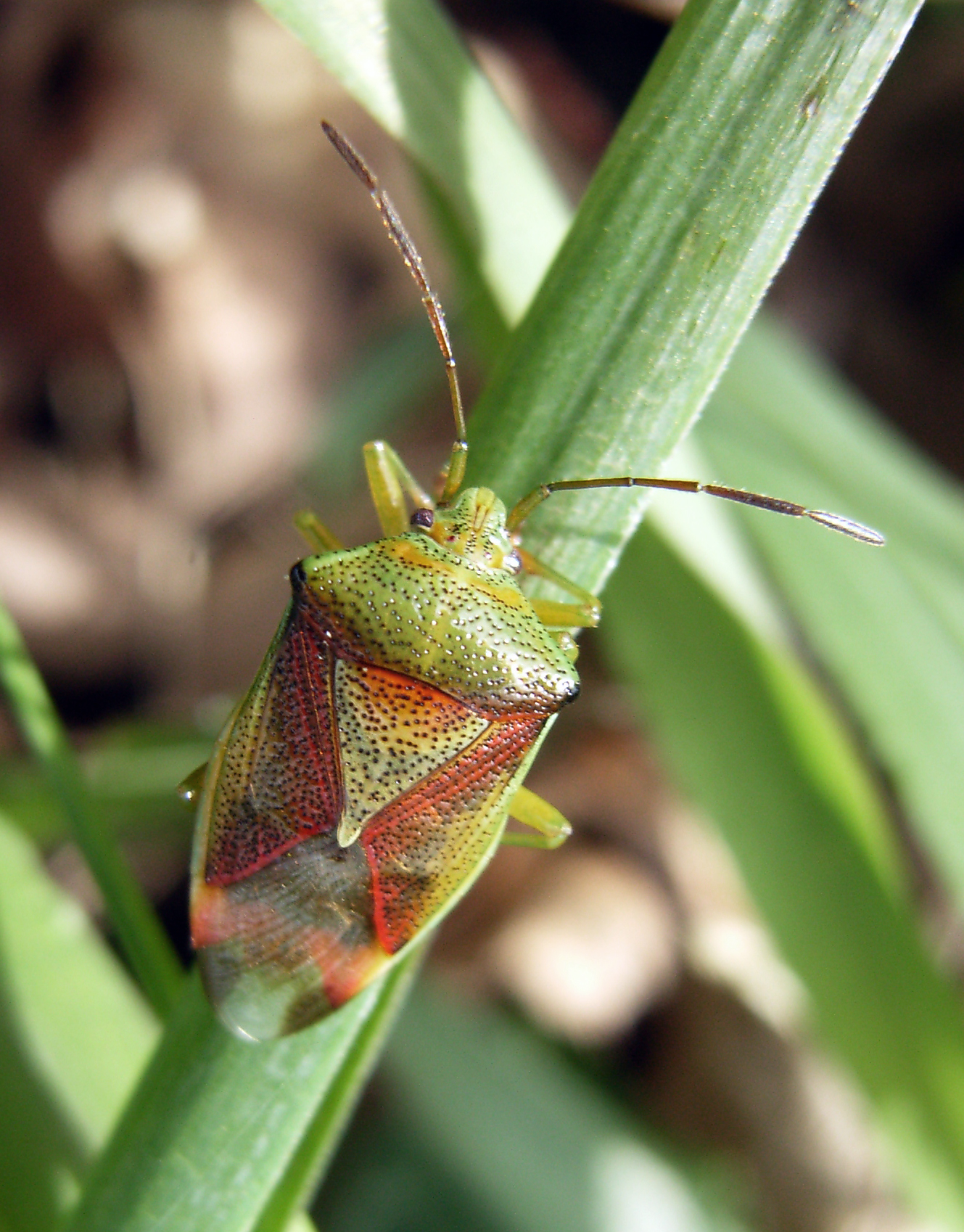